# 花籠部屋
花籠部屋（はなかごべや）は、かつて日本相撲協会に存在していた相撲部屋。

## 花籠部屋 (1929-1947) 三杦磯時代
1929年（昭和4年）3月場所限りで引退した伊勢ノ海部屋所属の元関脇・三杦磯は、年寄・9代花籠を襲名、同時に幕内・開月などの内弟子を連れて伊勢ノ海部屋から分家独立して花籠部屋を両国に創設したが、春秋園事件の余波を受け、苦しい時代を送った。その後、本所・亀沢町、九段へと移転し、1937年（昭和12年）頃に杉並の善福寺へ移ってきた。1943年（昭和18年）に両国へ再移転した。9代は幕内・富ノ山や藤田山などを育てたが、1947年（昭和22年）11月に弟子の藤田山たちを高砂部屋に預けて部屋を閉鎖した。

### 力士
前頭
- 富ノ山等（宮城）

十両
- 開月勘太郎（福岡）※幕内時代は伊勢ノ海部屋
- 照錦富治（岩手）※三杦磯長女の婿、10代花籠
- 神威山力雄（北海道）
- 藤田山忠義（福岡）※後に高砂部屋へ移籍、その後入幕

## 花籠部屋 (1953-1985) 大ノ海・輪島時代

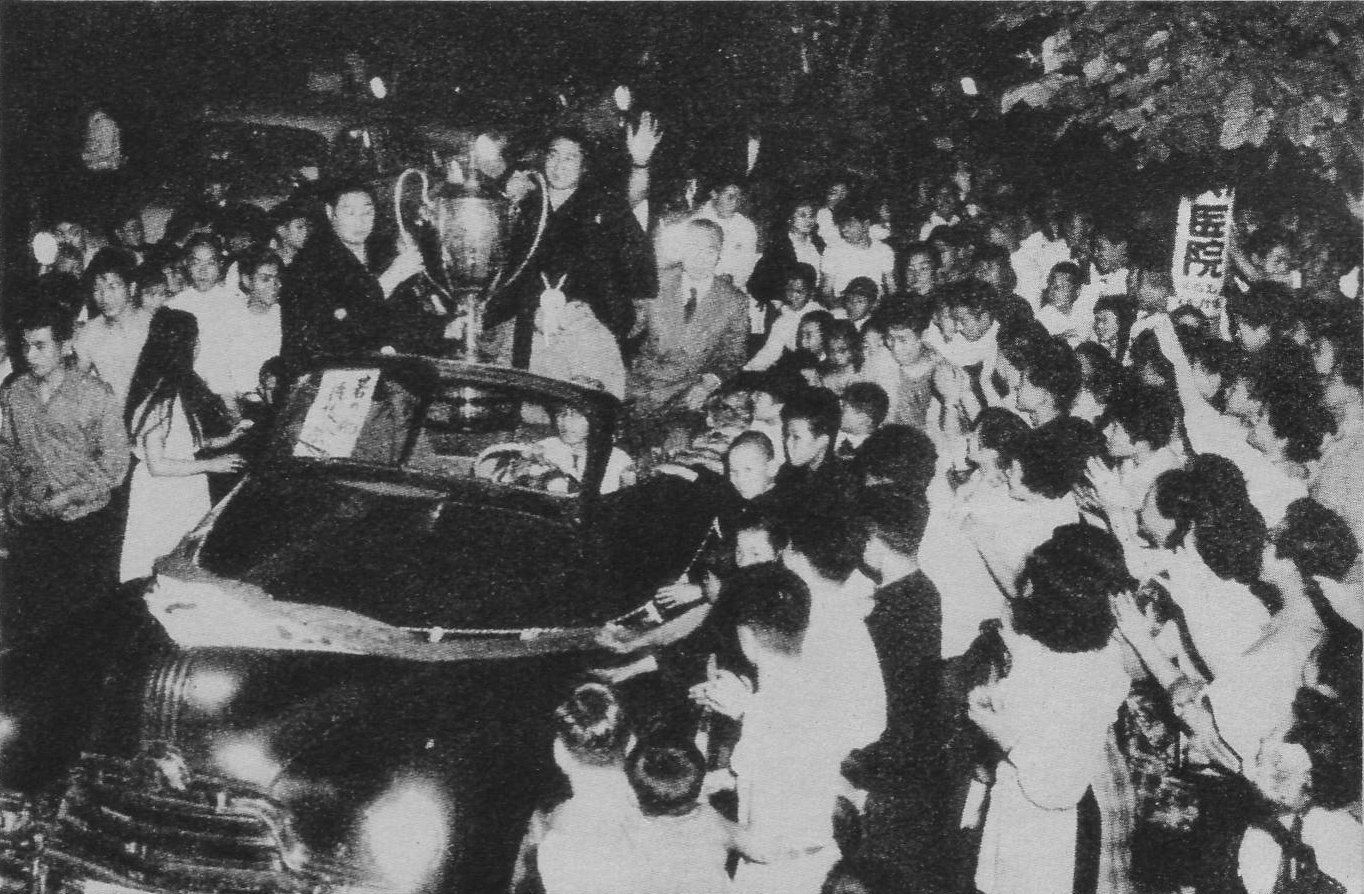
1956年夏場所、大関若乃花初優勝時の優勝パレード

二所ノ関部屋所属の幕内・大ノ海は、1948年（昭和23年）1月に杉並区阿佐ヶ谷の日本大学相撲部合宿所に間借りをして、若乃花（第45代横綱）など数名の内弟子を連れて事実上の独立をする。1952年（昭和27年）5月場所限りで引退して年寄・8代芝田山を襲名、正式に分家独立して間借りしていた日本大学相撲部合宿所の隣接地に芝田山部屋を創設する。8代芝田山は1953年（昭和28年）5月、仲が良かった10代花籠（照錦）と名跡交換して11代花籠を襲名、同時に部屋名も花籠部屋に変更した。
小部屋の悲哀を味わいながら「いつか阿佐ヶ谷に天皇賜杯と優勝旗を運びたい、横綱を育てたい。」と志し、毎朝3時に起きて市場に食料の買い出しをして、5時に部屋へ戻ってあけても暮れても若ノ花の稽古台を務めた。
本家・二所ノ関部屋の巡業組合から外され、幕内力士が若ノ花だけの陣容で僻地を巡業して食いつなぐ状況で、質屋通いは当たり前で支払が滞るため米屋も酒屋も何度も変えざるを得ない「日本一の貧乏部屋」だったことから出羽海理事長から「やっていけるのか」と心配されるほどだったが、若ノ花の躍進とともに経営も軌道にのった。
1956年（昭和31年）5月場所で若ノ花は決定戦を制して初優勝。両国を離れて山の手に優勝旗が運ばれたのは初めてのことで、青梅街道には数十万の見学者が集まったことで都電はストップ、 若ノ花を乗せたオープンカーは、新宿西口から阿佐ヶ谷の花籠部屋まで3時間かかるほどの大騒ぎとなった。1961年（昭和36年）9月場所から1962年（昭和37年）1月場所にかけては現役幕内力士7人「花籠七若」（第45代横綱若乃花、 若ノ海、 若秩父、若三杉、 若ノ國、若駒、 若天龍）を擁した。
1970年代に入ると、第54代輪島、大関魁傑などの活躍で第二の黄金期となった。分家・二子山部屋の大関貴ノ花を含めた3人は阿佐ヶ谷トリオと呼ばれ絶大な人気を博した。
2横綱（第45代若乃花、第54代輪島）1大関（魁傑）を含む三役以上8人など関取（十両以上）を27人育て、目立った活躍がなかった現役時代とは対照的に弟子育成に大きな功績を残し、名伯楽と称賛された。。
花籠部屋のみならず分家独立した二子山部屋からは第56代横綱若乃花(2代)、第59代横綱隆の里の2横綱と貴ノ花、若嶋津の2大関、放駒部屋からは第62代横綱大乃国と、阿佐ヶ谷にある本家・分家から横綱・大関以下多くの大勢の関取を輩出したことから阿佐ヶ谷勢と称される一大勢力を築き上げ、阿佐ヶ谷は「東の両国、西の阿佐ヶ谷」と言われた大相撲の拠点となった。一時は花籠一門を称している。現在も花籠部屋、二子山部屋、放駒部屋の系統は二所ノ関一門阿佐ヶ谷系と言われる。
日本相撲協会理事として長きにあたって活躍、1975年（昭和50年）の押尾川騒動では二所ノ関一門の長老として調停役を果たした。日本相撲協会の歴代理事長の多くは、出羽海一門出身者によって占められているが、のちに花籠部屋出身である二子山（初代若乃花）と放駒（魁傑）が日本相撲協会理事長に就任した。
1981年（昭和56年）3月場所において11代の娘婿である輪島が引退し、同時に12代花籠を襲名して花籠部屋を継承した。しかし、1982年（昭和57年）には12代の夫人（当時）が自殺未遂を起こし、1985年（昭和60年）11月には自身の年寄名跡を担保に入れて多額の借金をしていたという前代未聞の事実が発覚した。この問題を受けて、12代は同年12月に廃業を表明。後継として17代放駒（元大関・魁傑）や14代常盤山（元関脇・若秩父）に打診するも断られて部屋は消滅、花籠部屋出身である一門の総帥・二子山（横綱・初代若乃花）の指名により、所属力士は魁傑が率いる放駒部屋へ移籍した。1986年（昭和61年）5月には12代の義母である11代花籠未亡人が首を吊って自殺した。

### 力士
横綱
- 若乃花幹士 (初代)（45代・青森）※第6代日本相撲協会理事長
- 輪島大士（54代・石川）

大関
- 魁傑將晃（山口）※第11代日本相撲協会理事長

関脇
- 若秩父高明（埼玉）
- 若三杉彰晃（香川）（大豪久照）
- 荒勢永英（高知）

小結
- 若ノ海周治（秋田）
- 龍虎勢朋（東京）
- 花乃湖健（秋田）※後に放駒部屋へ移籍

前頭
- 大ノ浦一廣（秋田）
- 若天龍祐三（京都）
- 若駒健三（秋田）
- 若ノ國豪夫（岐阜）
- 若ノ海正照（岩手）
- 大豪健嗣（秋田）
- 大ノ海敬士（山形）
- 三杉磯秀人（青森）※後に放駒部屋へ移籍
- 花光節夫（岩手）
- 若乃洲敏弥（福岡）

十両
- 若椿利信（大阪）
- 大橋直松（秋田）
- 清乃華玉誉（大阪）
- 熊乃浦忠行（熊本）
- 沢風富治（秋田）
- 大海竹郎（岩手）
- 花ノ国明宏（大阪）※後に放駒部屋へ移籍
- 花嵐一美（和歌山）
- 若十勝正雄（北海道）
- 若美山三雄（北海道）

内弟子
- 二子岳武（小結、初代若乃花の弟子）
- 大乃国康（横綱、魁傑の弟子）

## 花籠部屋 (1992-2012) 大寿山時代
1991年3月場所に引退して二子山部屋の部屋付き親方となっていた年寄・15代花籠（元関脇・太寿山）が、1992年10月に4名の内弟子を連れて分家独立する形で花籠部屋を再興した。当時の東京都内では地価が高騰していたために用地が確保できなかったため、山梨県初の相撲部屋として北都留郡上野原町（現在の上野原市）に部屋を設立した。しかし、他部屋への出稽古や新規入門者の相撲教習所通学に支障をきたしたため、1996年12月に東京都墨田区に部屋を移転した。ただし、15代花籠は、あくまで移転ではなく東京にも宿舎を建てるという趣旨であったと、移転決定当初には述べていた。これに関連して、上野原町に部屋を構えることに大きな役割を果たした11代の次男は、部屋の移転に猛反対して、東京地方裁判所に年寄名跡の返還を求める民事訴訟を起こしたが、1998年9月、裁判は15代側が勝訴して決着している。
2007年1月場所においてモンゴル出身の光龍が新十両へ昇進し、15代が部屋を継承してからは初となる関取が誕生した。2008年9月場所後には荒磯部屋が師匠の停年（定年）退職のために閉鎖されたため力士らを引き取り、荒磯部屋に所属していた荒鷲が加わった。
2012年5月場所後の24日、部屋の経営難を理由として、同じ二所ノ関一門に所属する峰崎部屋に吸収合併された（同日付で日本相撲協会理事会から正式承認）。

### 力士
前頭
- 光龍忠晴（モンゴル）

十両
- 荒鷲毅（モンゴル）※荒磯部屋より移籍、後に峰崎部屋へ移籍、その後入幕

## 師匠
- 9代：花籠平五郎（はなかご へいごろう、関脇・三杦磯、北海道）
- 8代：芝田山 久光→11代：花籠久光→昶光（はなかご ひさみつ、前3・大ノ海、秋田）
- 12代：花籠昶光→大嗣→大士（はなかご ひさみつ→ひろし、横綱・輪島、石川）
- 15代：花籠忠明（はなかご ただあき、関脇・太寿山、新潟）